# Simon Riedl
Simon Riedl ist ein deutscher Filmproduzent und Redakteur.
Riedl studierte an der Martin-Luther-Universität Halle-Wittenberg Medienwissenschaften, Politikwissenschaften und Volkswirtschaftslehre und an der Filmakademie Baden-Württemberg Serienproducing und Creative Producing. Für seinen Diplomfilm The Long Distance wurde er als Produzent mit dem No Fear Award des First Steps Wettbewerb geehrt. Er arbeitete bei der Bavaria Fiction als Producer u. a. für die Telenovela Sturm der Liebe und andere z. T. preisgekrönte Filme. Seit 2020 betreut er als Redakteur in der Abteilung Serie des Südwestrundfunks Serienformate für die ARD und die ARD Mediathek.

## Filmografie (Auswahl)
- 2014: Der späte Vogel (Kurzspielfilm, Produzent)[5]
- 2015: The Long Distance
- 2015: Blacktape[6]
- 2021: WaPo Bodensee (Redaktion)[7]
- 2022: Almania (Redaktion)